# اچ‌ام‌اس تریومف (۱۶۹۸)
اچ‌ام‌اس تریومف (۱۶۹۸) (به انگلیسی: HMS Triumph (1698)) یک کشتی بود که طول آن ۱۶۰ فوت ۱ اینچ (۴۸٫۸ متر) بود.